# 塞巴斯蒂安·斯托斯
塞巴斯蒂安·斯托斯（1986年1月14日—）生于埃及开罗，是一名奧地利男子游泳運動員，主攻仰泳，曾代表國家參加2012年倫敦奧運的100公尺仰式比賽，並未獲得獎牌。